# Kimballton
Kimballton é uma cidade localizada no estado americano de Iowa, no Condado de Audubon.

## Demografia
Segundo o censo americano de 2000, a sua população era de 342 habitantes.
Em 2006, foi estimada uma população de 308, um decréscimo de 34 (-9.9%).

## Geografia
De acordo com o United States Census Bureau tem uma área de
2,0 km², dos quais 2,0 km² cobertos por terra e 0,0 km² cobertos por água. Kimballton localiza-se a aproximadamente 441 m acima do nível do mar.

## Localidades na vizinhança
O diagrama seguinte representa as localidades num raio de 20 km ao redor de Kimballton.